# Deán Funes (ciudad)
Deán Funes es una ciudad del noroeste de la provincia de Córdoba, Argentina, cabecera del departamento Ischilín. Su nombre recuerda al prócer Gregorio Funes, miembro de la Junta Grande de gobierno en 1811, y rector de la Universidad de Córdoba.
Se encuentra situada en la zona serrana, comunicada por la Ruta Nacional 60 con la capital provincial, a 119 km y por la ruta provincial 16 con Cruz del Eje, a 65 km.
Esas tierras donde se levanta pertenecen al Paraje Los Puestos, Estancia Los Algarrobos. Sus propietarios las legaron a las familias Bustamante y Zeppa y luego fueron donadas.
La localidad es conocida como "La Perla del Norte Cordobés" y "La Ciudad de los vientos".

## Población
Cuenta con 25 318 habitantes (Indec, 2022), lo que representa un incremento del 16,2% frente a los 21 211 habitantes (Indec, 2010) del censo anterior.
| Gráfica de evolución demográfica de Deán Funes entre 1980 y 2022 |
|                                                                  |
| Fuente: censos nacionales del INDEC                              |

## Sitios
- Las sierras, el camino a San Vicente y Sauce Punco: espectacular paisaje serrano rodeado de monte virgen y acariciado por los vientos con sabor a la belleza natural y al aire puro de las sierras, en el camino se encuentran parques saludables.ver foto aquí a la derecha: (enlace roto disponible en Internet Archive; véase el historial, la primera versión y la última).
- Palacio municipal 9 de Marzo: casona de estilo francés, construida a principios del siglo XX.
- Catedral de Ntra. Sra. del Carmen: líneas vanguardistas, construida en 1950, única en su tipo.
- Cartuja San José. Cartuja San José

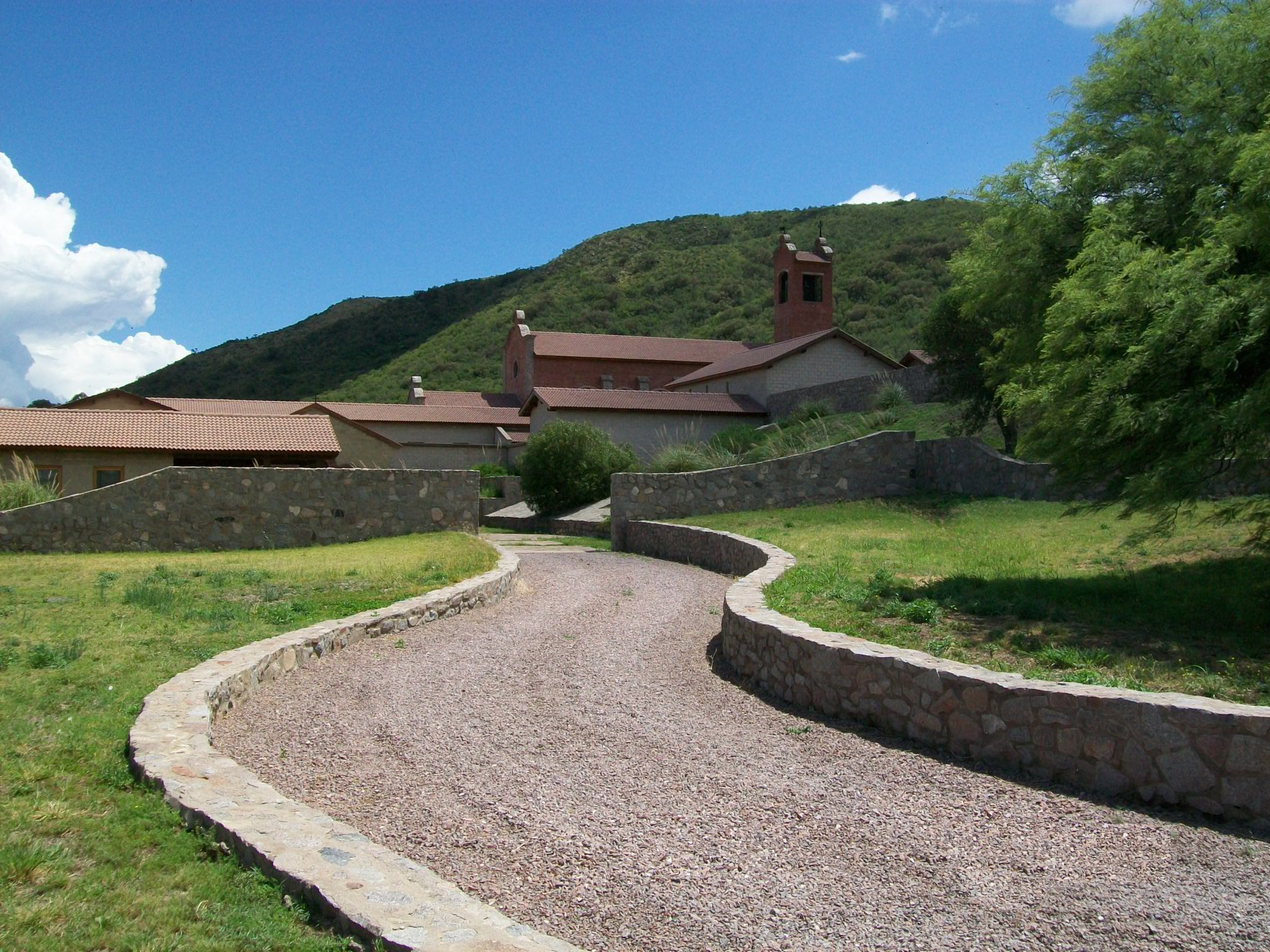
Cartuja San José

- Plaza Sarmiento: paseo principal de la ciudad, con importante altar cívico en homenaje al Día de la Independencia; monumento tallado en piedra con la figura de Domingo F. Sarmiento (escultor Roberto Juan Viola, pasada a piedra por Alberto Barral); vegetación de distintas especies arbóreas, con un retoño de la higuera de la casa natal de Sarmiento.
- Plaza San Martín: paseo público con teatrino, donde se emplaza el monumento ecuestre al Libertador de América, obra del escultor deanfunense José Luis Torres.
- Monumento a los Inmigrantes: en el paseo de la Vieja Estación, a un costado del antiguo andén de la primera estación de ferrocarril, lugar al que arribaran durante la primera mitad del siglo XX inmigrantes españoles, italianos, sirios, libaneses, yugoslavos y judíos. Obra del escultor deanfunense Fabio Alaniz.
- Murales Cerámicos: importantísima obra del pintor deanfunense Martín Santiago ubicados en uno de los laterales de la "Estación Terminal de Ómnibus". En una serie de once pintorescos murales cerámicos, en ellos el autor plasmó la historia de la región desde sus orígenes hasta la llegada del ferrocarril.
- Salón Alto Sociedad Española: testimonio del aporte que, a esta ciudad, realizaron los inmigrantes españoles. La planta alta de este edificio de imponente fachada, con pinturas al fresco del artista Martín Santiago, representando algunos aspectos de la vida cultural de la Madre Patria.
- Centro Cultural Municipal - Exposición permanente pinacoteca municipal: funciona en el edificio de la Sociedad Española, cuenta con sala de cine, auditorio con 250 butacas, y exposición permanente de la pinacoteca municipal.
- Casona municipal de la Cultura - Museo Arqueológico y Paleontológico: antigua casona de tipología semirrural de principios de siglo XX, ubicada en las inmediaciones del Balneario Municipal, es sede de actividades culturales de formación y difusión, y muestra temporalmente una importante colección de piezas arqueológicas y paleontológicas, entre las que se destaca un gliptodonte de 70 milenios.
- Balneario municipal Luis Sivilotti: predio de 4 ha, en plena ciudad, a 12 cuadras del centro deanfunense. El gigantesco natatorio, alimentado permanentemente con agua de vertiente natural, se encuentra rodeado de arboleda, donde se destacan ejemplares de aguaribay de gran porte. El conjunto constituye un parque de indudable belleza. Proveeduría, bar, comedor, asadores, quincho, canchas de vóley, fútbol y básquet. Juegos infantiles, vestuarios, baños, lavaderos, enfermería, guardavidas, emergencias médicas y camping. Programa de camping gratuito para estudiantes.

La ciudad cuenta con un hermoso balneario, cabañas para alquilar, un albergue para 52 personas, un hermoso centro comercial con una moderna peatonal, casino y lugares para visitar. 
- Canteras Grandes: predio de 94 ha, a 10 km al sur de la ciudad. Desde fines del siglo XIX con una pequeña población con canteras de granito, que proveían balasto para el mantenimiento del f.c. En el lugar hay de veinte viviendas de estilo rústico en piedra, ladrillo y madera. Estas se han mantenido, a lo largo del tiempo, en buen estado de conservación. Todo el predio está rodeado de frondosa vegetación y habitado por una importante diversidad de aves autóctonas. También posee amplios galpones y pequeño embalse de agua con vistas paisajísticas realmente notables, ideales para cabalgatas, caminatas y otras actividades recreativas.

## Semana de la Tradición del Norte de Córdoba
El Primer Pregón Cancionero del país, nació entre el 2 y el 10 de noviembre de 1957 con el nombre de "Semana de Deán Funes-Fiesta de la Tradición del Norte de Córdoba" de la mano del entonces comisionado municipal Abraham Manzur, y la colaboración del periodista Arturo Cabrera Domínguez y un reducido grupo de individuos.
Desarrolándose con una nutrida programación de actividades en diversos lugares de la ciudad que resumía la vida industrial, comercial, cultural, deportiva y recreativa de Deán Funes y la zona, por aquellas épocas, como por ejemplo se disfrutaban de los concursos de hacheros y picapedreros, exposición ganadera, desfiles de jinetes, carreras de sortijas, concursos de malambo y zapateo.
En 1958 pasó a llamarse "Semana de la Tradición del Norte Cordobés" y en 1965 y 1966 fue bautizada por Luis Rodríguez Armesto como "Primer Pregón Cancionero del País".
En 1967 cambió su fecha de noviembre a diciembre y de realizarse en la plaza del pueblo se trasladó con una plataforma móvil a la Ensenada del Aguaribay donde años más tarde se convierte en el hoy Anfiteatro Fuhad Cordi donde se sigue celebrando esta tradicional fiesta, que se realizó a principios del mes de febrero hasta el año 2012. En 2013 se festejó en enero en los días de 18, 19, 20.

## Turismo histórico
- San Pedro Norte: poblado definido como centro urbano por la edificación en el entorno de la plaza, sobre el viejo Camino Real y las actuales rutas de acceso y de salida. Se anuncia al visitante por el perfil de su iglesia que descuella sobre la vegetación de su entorno. Distancia: 55 km
- Caminiaga: en las bellas serranías bajas del cordón de Ambargasta, tierra de tonalidades rojizas, contrasta con la vegetación de tipo monte, se descubre este pequeño poblado, cuyo entorno comparte en su acceso desde el este las cualidades paisajísticas del cerro Colorado. Distancia: 70 km
- San Francisco del Chañar: cuando la sierra de Sumampa es meseta y se cubre de palmares, se llega a esta localidad, que anuncia su presencia por la iglesia. Distancia: 120 km
- Villa del Valle de Tulumba: Villa con patrimonio histórico cuyas particularidades le asignan un valor excepcional en la provincia, es un conjunto urbano: el trazado de sus calles y veredas irregulares, sus edificaciones históricas, la peculiar relación de lo construido con las suaves ondulaciones, de su entorno, con el arroyo, cuya presencia se siente en los espacios públicos, y en su damero, un ambiente de oasis al piedemonte de las primeras estribaciones de las serranías norteñas. Distancia: 30 km
- San José de la Dormida: al descender de las suaves ondulaciones de las sierras por la región del Chipintín y cuando el relieve se vuelve planicie con los cordones de sierra como fondo, se encuentra esta localidad como un oasis por la figura de ricos volúmenes de su importante iglesia, construcción monumental de fines del siglo XIX.

Distancia: 50 km
- Cerro Colorado: parque arqueológico y natural, abarca un área de 3000 ha, y se extiende por los Departamentos Tulumba, Río Seco y Sobremonte. Las cuevas existentes en sus cerros fueron antigua morada de los pueblos originarios, quienes plasmaron en sus paredes pictografías, testimonio más de su historia. El río Los Tártagos, se encajona en una bellísima quebrada cubierta de vegetación entre las rojas laderas horadadas por las cuevas. Distancia: 95 km
- Villa de María del Río Seco: cuna de Leopoldo Lugones, oasis al pie del cerro del Romero, serranías bajas cubiertas de vegetación verde grisáceo.

Distancia 130 km
- Villa del Totoral: localidad con calles bordeadas de hermosas casonas de fines de siglo XIX y principios del XX. Sede de importantes actividades culturales, literarias y artísticas que tienen como centro el Museo "Octavio Pinto", en homenaje al célebre pintor del lugar. Ha recibido la visita de ilustres como Pablo Neruda y Rafael Alberti. Distancia: 60 km

## Establecimientos educativos
Deán Funes cuenta con 14 escuelas primarias públicas y 1 escuelas primarias privadas. Hay 3 escuelas secundarias públicas y 1 privada. Se dispone de 1 escuelas técnicas públicas de nivel medio. Las especialidades de la escuela técnica media son: Electromecánica, Electrónica y Producción Agropecuaria.
Existen dos colegios terciarios públicos y la posibilidad de realizar estudios superiores en una universidad pública (CRES) dependiente de la Universidad Nacional de Córdoba y la Universidad Tecnológica Nacional, o en privadas como Universidad Siglo 21 y Red Pascal, esta última es dependiente de la Universidad Blas Pascal. Además se pueden cursar profesorados en la institución secundaria pública Escuela Normal Superior Juan Bautista Alberdi, durante el turno nocturno.
Desde 2018, al costado del balneario municipal, funciona una escuela Bio-Tecnológica ProA de la Provincia de Córdoba, ubicada precisamente en el barrio Santa Inés.

## Cobertura de Salud
Según datos del censo de 2001, del total de habitantes de Dean Funes el 47,99 % de la población contaba con cobertura de obra social o plan privado de salud o mutual. El porcentaje correspondiente a la provincia de Córdoba es de 54,24%. 

### Establecimientos de salud
La localidad dispone de 3 establecimientos con internación (2 clínicas y un hospital provincial). La ciudad cuenta con un total de 60 camas de internación, 20 sin internación y 7 unidades móviles.
Hay que mencionar que existen otros establecimientos, como los dispensarios en los barrios (Km2, Santa Inés, Los Algarrobos, Las Cortadas, José Hernández, 9 de Julio, Villa Moyano, La Feria y Moreyra Ross).
También está el Centro Integrador Comunitario (CIC), que busca mejorar la calidad de vida de la comunidad, ofreciendo acceso a salud primaria, programas sociales y actividades comunitarias.
Existen dos servicios privados, UrMed y Sumip, ambos ofrecen servicios de atención médica, traslados de emergencia y atenciones domiciliarias, entre otros servicios relacionados con la salud.

## Actividad económica
Las principales actividades económicas de la localidad son el comercio con una participación del 60% sobre el total de la economía local; los servicios con un aporte del 25% y la producción (especialmente ganadera) con el 15%. La producción de soja en otras regiones ha potenciado la actividad ganadera en esta zona. De esta manera, uno de los pilares es la ganadería, siendo los más representativos los vacunos, los equinos, los ovinos y hay un ganado con marca reconocida, el cabrito 
de Quilino. 
En 2021, se inauguró una fábrica de recapado de neumáticos de la empresa Bridgestone en el parque industrial, que permitirá crear 70 puestos de trabajo. Lo que significa un gran avance ya que la última fábrica de gran nivel con el que contó la ciudad fue el de Alpargatas Argentina, cerrada en 1998.
En cuanto a los cultivos extensivos, estos no tienen gran relevancia en el contexto provincial, destacándose algo el cultivo de maíz. Se realizan cultivos de hortalizas y frutales como la tuna, el olivo, los cítricos y la vid.
Asimismo, Ischilín se destaca en la producción de sal, encontrándose los yacimientos de las Salinas Grandes, en el noroeste departamental.

## Transporte
La infraestructura pública para carga existente se compone de una terminal de ómnibus, una estación de ferrocarril activa y un aeródromo. El principal servicio de transporte de carga disponible son los trenes de carga y los camiones. El número de camiones registrados en la tasa del impuesto automotor de su municipio es de 300. Hay 4 estaciones de servicio proveedoras de combustible. 

## Servicios

### Suministro de Gas Natural
En Deán Funes aproximadamente el 15% del total de la superficie urbanizada está cubierta por el servicio de gas natural, mientras que del área disponible para industria, se encuentra cubierta por este servicio en un 60%. Se dispone de infraestructura para albergar industrias de consumo medio de gas natural. Está autorizado hasta 30m³. La empresa prestadora es ECOGAS. 

### Suministro de Agua Corriente
El 97% del total de la superficie urbanizada está cubierta por el servicio de agua corriente. En el área permitida para la instalación de industrias este porcentaje es del  80%. El origen del agua de red en el municipio es subterráneo. El tratamiento del agua distribuida por red es el de cloración. La localidad dispone de red de agua corriente para albergar industrias que necesiten de alta calidad de agua. No se registran cortes en el suministro de este servicio. La empresa proveedora del servicio es la cooperativa COPASA. 

### Red de Cloacas
Actualmente no existe este tipo de infraestructura en el municipio pero existe un convenio firmado con el Gobierno Nacional para el inicio de obra de cloaca, la cual fue licitada y comenzada, pero quedó inconclusa por falta de fondos.

### Regulación, Recolección y Tratamiento de Residuos
Se generan en la localidad residuos patógenos, los cuales reciben recolección y tratamiento diferenciado. Respecto a la disposición final de los residuos sólidos 
domiciliarios recolectados o recibidos de otras jurisdicciones (14 toneladas por día) los mismos se enterraron en enterramiento sanitario. El municipio dispone de 
infraestructura para albergar industria con alta generación de residuos. El servicio de recolección y tratamiento lo brinda en forma directa el municipio. No existen controles de otras jurisdicciones respecto a la recolección y tratamiento.

## Terremoto de Cruz del Eje 1908
El Terremoto de Cruz del Eje del 22 de septiembre de 1908 (17:00) afectó también a esta localidad.
- Escala de Richter: 6,5
- Escala de Mercalli: VII
- Ubicación: 30°30′0″S 64°30′0″O / -30.50000, -64.50000
- Profundidad: 100 km

Produjo daños en Deán Funes, Cruz del Eje y Villa de Soto, y en el sur de las provincias de Santiago del Estero, La Rioja y Catamarca.

## Parroquias de la Iglesia católica en Deán Funes
| Prelatura territorial | Deán Funes                                                   |
| --------------------- | ------------------------------------------------------------ |
| Parroquias            | Catedral Nuestra Señora del Carmen, Nuestra Señora del Valle |